# サイゴン (映画)
『サイゴン』（原題：Saigon）は、1988年制作のアメリカ合衆国のサスペンス映画。アメリカでは“Off Limits”(軍隊用語で将校専用を意味する)のタイトルで公開された。

## あらすじ
ベトナム戦争中のサイゴン（現・ホーチミン市）。脱走兵の捜索や軍人絡みのゴタゴタを解決するCID（陸軍犯罪捜査部）のマクグリフとパーキンスは除隊する日を待つ普通の青年たちだった。植民地として綺麗に舗装された街路の一つ角を曲がれば売春や麻薬が蔓延し、徒労感を感じずにはいられない。そんな二人がベトナム人の娼婦連続殺人事件を調べる。捜査を進める中で被害者たちを支援していた尼僧ニコールと接触し、弱者への献身的な姿勢に心を惹かれるマクグリフ。
やがて被害者たちが米軍の将校クラブで働いていた事、混血の子供をもうけていた事をつきとめたが、CIDに敵対的な南ベトナム軍のライム・グリーンから娼婦殺しはかつて捜査が打ち切りになっていたと知り、説明するように隊長のディックスに詰め寄る。
日頃から2人を庇ってきたディックスだが、将校絡みのスキャンダルを確証もなしに拾いあげれば、上層部も部下たちも黙っていない。目の前で泥沼化した戦場があり、悪徳の町で娼婦殺しを追うことに意味があるのか考えるように忠告する。しかし、マクグリフ達は前任の捜査員から証言を求めようとテト攻勢の最前線に向かう。

## キャスト
| 役名                   | 俳優                       | 日本語吹替                                                                                   |
| 役名                   | 俳優                       | テレビ東京版                                                                                 |
| ---------------------- | -------------------------- | -------------------------------------------------------------------------------------------- |
| バック・マクグリフ     | ウィレム・デフォー         | 磯部勉                                                                                       |
| オルバニー・パーキンス | グレゴリー・ハインズ       | 樋浦勉                                                                                       |
| ディックス憲兵隊長     | フレッド・ウォード         | 坂口芳貞                                                                                     |
| ニコール               | アマンダ・ペイズ           | 駒塚由衣                                                                                     |
| アームストロング大佐   | スコット・グレン           | 幹本雄之                                                                                     |
| ライム・グリーン       | ケイ・トン・リム           | 原康義                                                                                       |
| ロジャース             | デヴィッド・アラン・グリア | 田中和実                                                                                     |
| モーリス               | キース・デイヴィッド       | 笹岡繁蔵                                                                                     |
| フラワーズ             | レイモンド・オコナー       | 田原アルノ                                                                                   |
| その他                 |                            | 吉水慶 森利也 森一 伊藤和晃 島美弥子 さとうあい 井上喜久子 秋山嘉子 西宏子 辻つとむ 亀井三郎 |
| 日本語版制作スタッフ   |                            |                                                                                              |
| 演出                   |                            | 福永莞爾                                                                                     |
| 翻訳                   |                            | 宇津木道子                                                                                   |
| 調整                   |                            | 山田太平                                                                                     |
| 効果                   |                            | 南部満治                                                                                     |
| 担当                   |                            | 小川眞紀子                                                                                   |
| 配給                   |                            | ムービーテレビジョン                                                                         |
| プロデューサー         |                            | 三島良広 小長光信                                                                            |
| 制作                   |                            | テレビ東京 ムービーテレビジョン                                                              |
| 初回放送               |                            | 1991年10月10日 『木曜洋画劇場』 正味約91分47秒                                               |